# Serguéi Chaplyguin
Serguéi Alekséievich Chaplyguin (en ruso: Сергей Алексеевич Чаплыгин; 24 de marzojul./ 5 de abril de 1869greg. en Ranenburg (hoy Chaplyguin, en el Óblast de Lípetsk) - 8 de octubre de 1942 en la región de Riazán) fue un experto soviético en aerodinámica.

## Semblanza
Chaplyguin fue alumno de Nikolái Zhukovski y uno de los fundadores del célebre centro de investigación TsAGI. Poseía una cátedra y a la muerte de Zhukovski ocupó el cargo de director científico del centro.
La tesis doctoral de Chaplyguin (1902) sobre el flujo gaseoso constituye una de las bases fundamentales de la investigación en materia de dinámica de gases. Sus experiencias sobre flujos a velocidades subsónicas elevadas obtuvieron la confirmación en la década de 1930, cuando fueron aplicadas en los nuevos aviones, cuyas velocidades se incrementaban rápidamente. Chaplyguin estudió particularmente los planos de sustentación e introdujo nuevos métodos de cálculo matemático.

## Reconocimientos
- En 1929 ingresó en la Academia de Ciencias de la URSS.
- En 1941, poco antes de su muerte, recibió la Orden de Héroe del Trabajo Socialista.

## Eponimia
- El cráter lunar Chaplygin (según su grafía inglesa) lleva este nombre en su memoria.[2]